# Dědek (Živanice)
Dědek je osada, součást obce Živanice, ležící na místě bývalého stejnojmenného rybníka, směrem k Neradu a Neratovu jsou dodnes patrny zbytky hráze tohoto rybníka. V roce 1914 měla ves 106 obyvatel. Na místě, kde byl rybník, stávala prý dřevěná tvrz. Její přesné místo není známé. Po zrušení rybníka byly nalezeny různé věci jako nádobí, nože apod.
Dědek leží v katastrálním území Živanice. Poštovní služby zaopatřuje pošta Lázně Bohdaneč. Od 1. září 2011 obcí projíždí linka č. 18 MHD Pardubice.